# Krzyżanowice (zámek)
Zámek v Krzyżanovicích, polsky Pałac w Krzyżanowicach nebo Różany Pałac, je novogotický zámek v Krzyżanowicích v okrese Ratiboř v Ratibořské kotlině ve Slezském vojvodství v jižním Polsku.

## Historie
Zámek v Krzyżanovicích má obdélníkový půdorys. V roce 1700 jej nechal postavit hrabě Jan Bernard Praschmem. V roce 1708 jej získal baron Charles Gabriel von Wengerski a v roce 1775 jej získala rodina Lichnowských. V letech 1794-1796 zde pobýval Ludwig van Beethoven a v letech 1843-1848 Ferenc Liszt. V roce 1856 kníže Karl Maria von Lichnowski nechává zámek přestavět a byla postavena také cihlová vstupní brána. V roce 1930 kníže Wilhelm von Lichnowsky prodal zámek františkánským sestrám, které v něm založily klášter a dům s pečovatelskou službou.

## Galerie

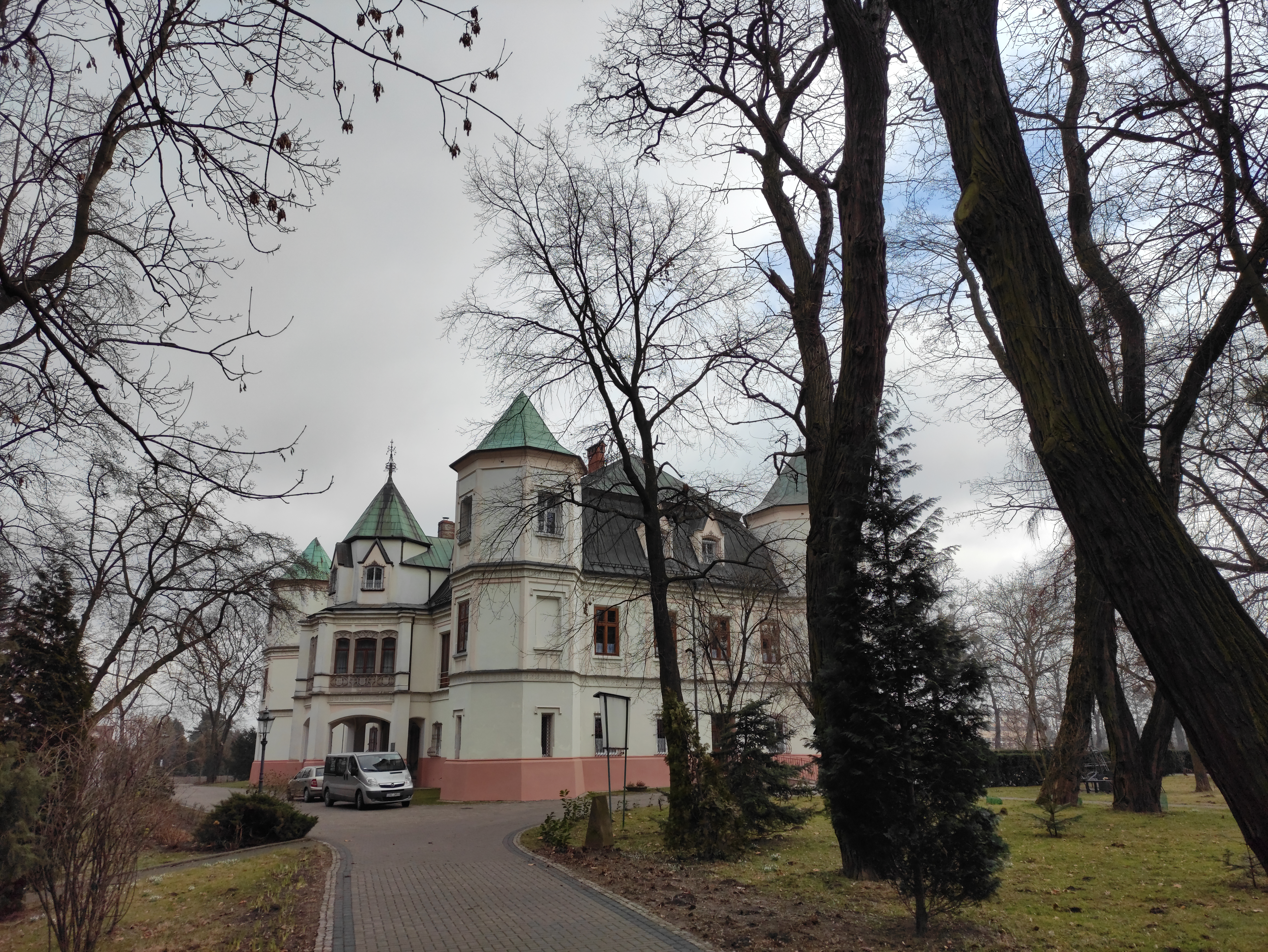
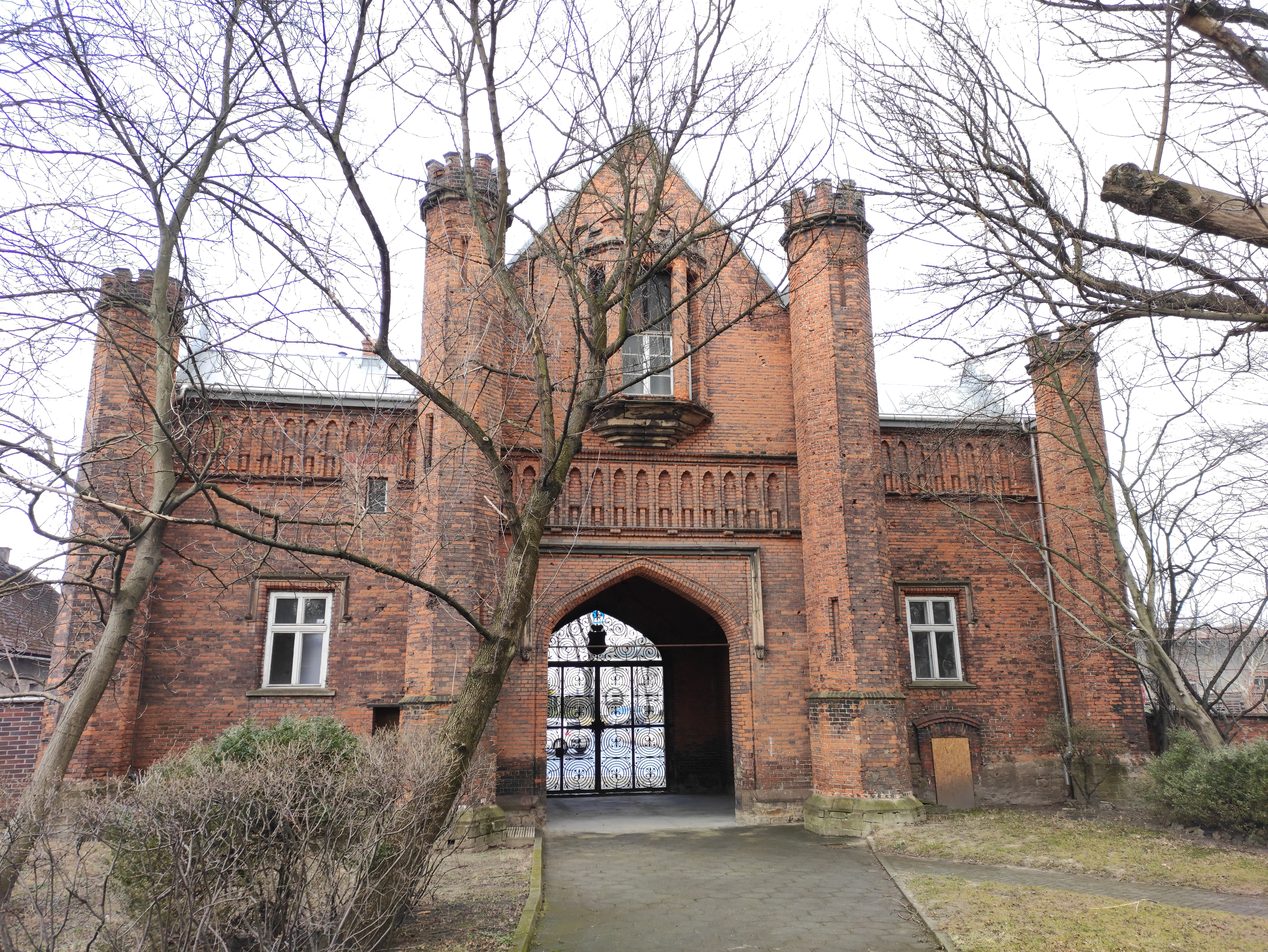
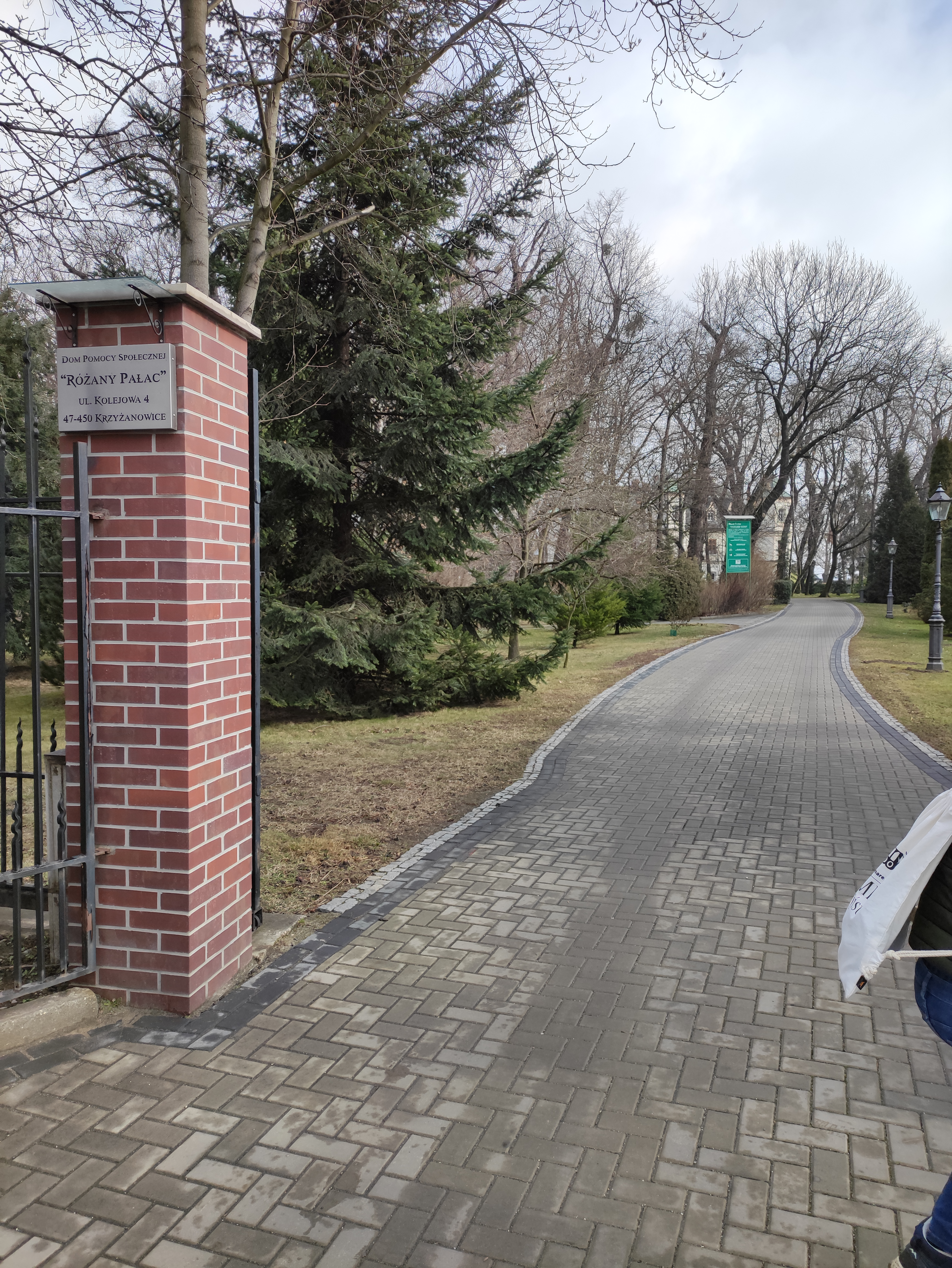